# Jason Cooper
Jason Toop Cooper (Londres; 31 de enero de 1967) es un baterista británico, conocido por su trabajo en The Cure.
Jason se unió a la banda por primera vez en 1995 como baterista, tras la salida en 1994 de Boris Williams. Hasta hoy, ha colaborado en la grabación de los álbumes de estudio Wild Mood Swings, Bloodflowers, The Cure , 4:13 Dream y Songs of a lost world, disco estrenado el 1 de noviembre de 2024. También ha aparecido en The Cure: Trilogy y The Cure: Festival 2005.
Jason creció escuchando a David Bowie y Jimi Hendrix y decidió que quería aprender a tocar un instrumento. Tras intentarlo con varios, cuando tenía 13 años, su profesor de matemáticas Paul Williamson preguntó si alguien quería aprender a tocar la batería y él dijo que sí. En 1980 su tío, le dio a conocer a The Cure a través del álbum Seventeen Seconds. Rápidamente se introdujo en el disco y compró el siguiente, Faith. Estaba realmente interesado en la batería y la línea del bajo de ambos álbumes. Años después, de 1984 a 1990 trabajó con Max Cann, quien a su vez había trabajado con el padre de Jason. Cooper ayudó en los álbumes Casablanca, Johnny G y CCB. Antes de tocar con The Cure, formó parte de la banda de britpop My Life Story. En 1994, mientras leía la revista musical Melody Maker leyó un anuncio que pedía un batería para una banda famosa y decidió presentarse. Él presentía que la banda era The Cure. Al ser fan suyo desde su infancia, reconoció la dirección que figuraba en el anuncio, Charlotte Street en Londres, era la de Fiction Records y sabía que su grupo más famoso era The Cure. Finalmente fue seleccionado gracias a la recomendación que Steve Lyon (productor del álbum Wild Mood Swings) le dio a Smith: Cooper era el más joven y podía inyectarle vitalidad a la banda. Jason estaba muy emocionado de estar en una banda que admiraba desde pequeño. Enseguida congenió con todos. Estaba algo nervioso cuando dio su primer concierto en 1995. Muchos fanes no dejaban de compararlo con el anterior batería Boris Williams. Desde entonces es uno de los miembros que más ha durado en la banda.
Cooper tocó en más de la mitad de los temas del Wild Mood Swing, y ha demostrado su valía como baterista en los últimos álbumes de la banda Bloodflowers, The Cure y 4:13 Dream album. Algunos de los mejores ejemplos de su talento se pueden encontrar en los temas "Jupiter" Crash del Wild Mood Swing (aunque el patrón de batería fue creado por Boris Williams), "39", "Bloodflowers", "Spilt Milk" canción rechazada de Bloodflowers, Us or Them y The Promise del álbum The Cure. También tuvo una gran actuación en la grabación del DVD Trilogy y The Cure Festival 2005.
Jason Cooper se casó con su novia de toda la vida, Allison el 15 de mayo de 2004.
Jason se formó como baterista en la academia Drumtech de Londres.